# XMMS2
XMMS2 (X-platform Music Multiplexing System 2) — новое поколение аудиопроигрывателя XMMS. Это плеер с полностью переписанным кодом, ничем не схожим с XMMS. В то время как Питер Альм, один из оригинальных авторов XMMS, был ответственен за начальный дизайн и программирование XMMS2 (от конца 2002 к началу 2003), он с тех пор передал ответственность содействия проекту Тобиасу Рюндстрёму и Андерсу Густафссону.

## Клиенты
XMMS2 разработан для архитектуры клиент — сервер, где клиенты взаимодействуют с XMMS2 по сети. Таким образом, для того, чтобы управлять XMMS2, Вы должны установить XMMS2-клиент.
Для XMMS2 существует множество разнообразных клиентов (как по архитектуре и реализации, так и по функциональности) некоторые из них очень просты и выполняют только несколько функций, в то время как другие более функциональные.
| Название   | Интерфейс/Тулкит | Написан на | Статус                | Описание                                                                   |
| ---------- | ---------------- | ---------- | --------------------- | -------------------------------------------------------------------------- |
| Abraca     | Графический/GTK  | Vala       | разрабатывается       | Удобный клиент с поддержкой коллекций                                      |
| AlbumThing | Графический/GTK  | Python     | разрабатывается       | Простой клиент, ориентированный на удобную работу с музыкальными альбомами |
| Azrael     | Графический/GTK  | C          | разработка прекращена | Простой проигрыватель с рядом отличных дополнений                          |
| Blastwave  | Графический/GTK  | C          | разрабатывается       | Экспериментальный клиент XMMS2                                             |
| bluegroove | Графический/GTK  | Ruby       | разработка прекращена | Обычный проигрыватель с поддержкой очередей                                |
| Camio      | Графический/GTK  | Python     | разрабатывается       | Небольшой док с основными командами                                        |
| Esperanza  | Графический/Qt   | C++        | разработка прекращена | Простой клиент с простым интерфейсом                                       |